# Transport rowerowy w Warszawie

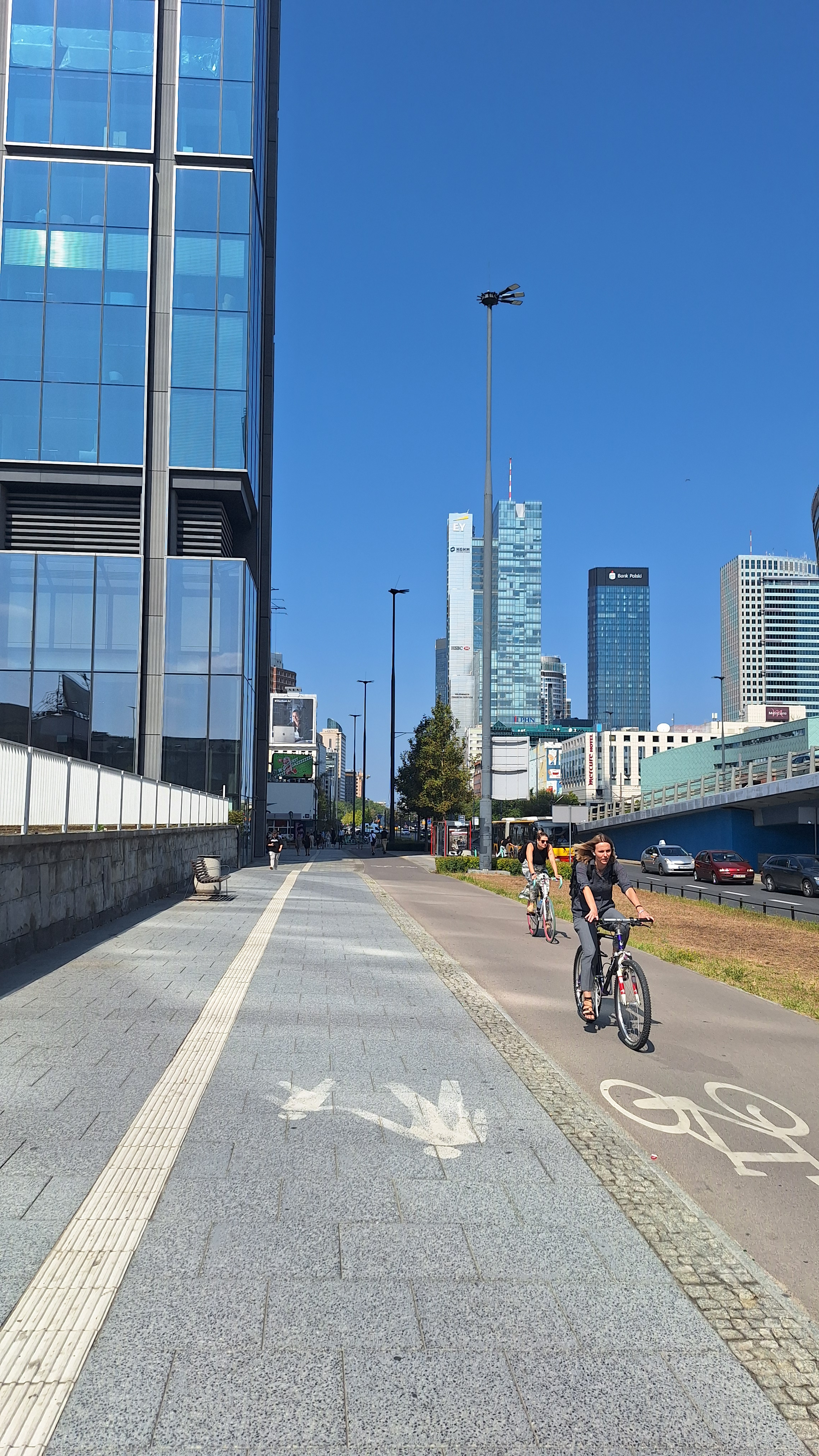
Droga dla rowerów na al. Jana Pawła II

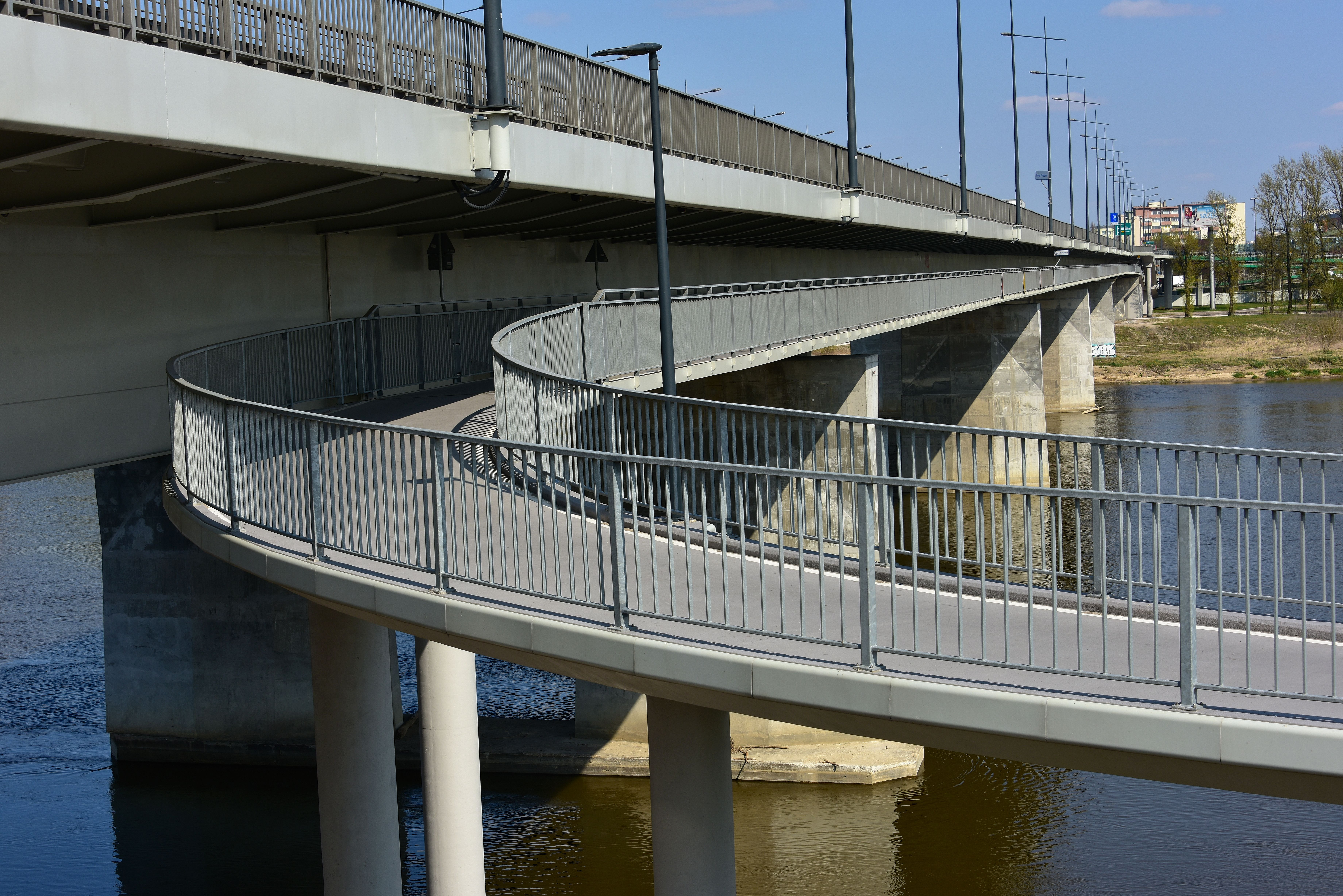
Kładka dla rowerów po południowej stronie mostu Łazienkowskiego

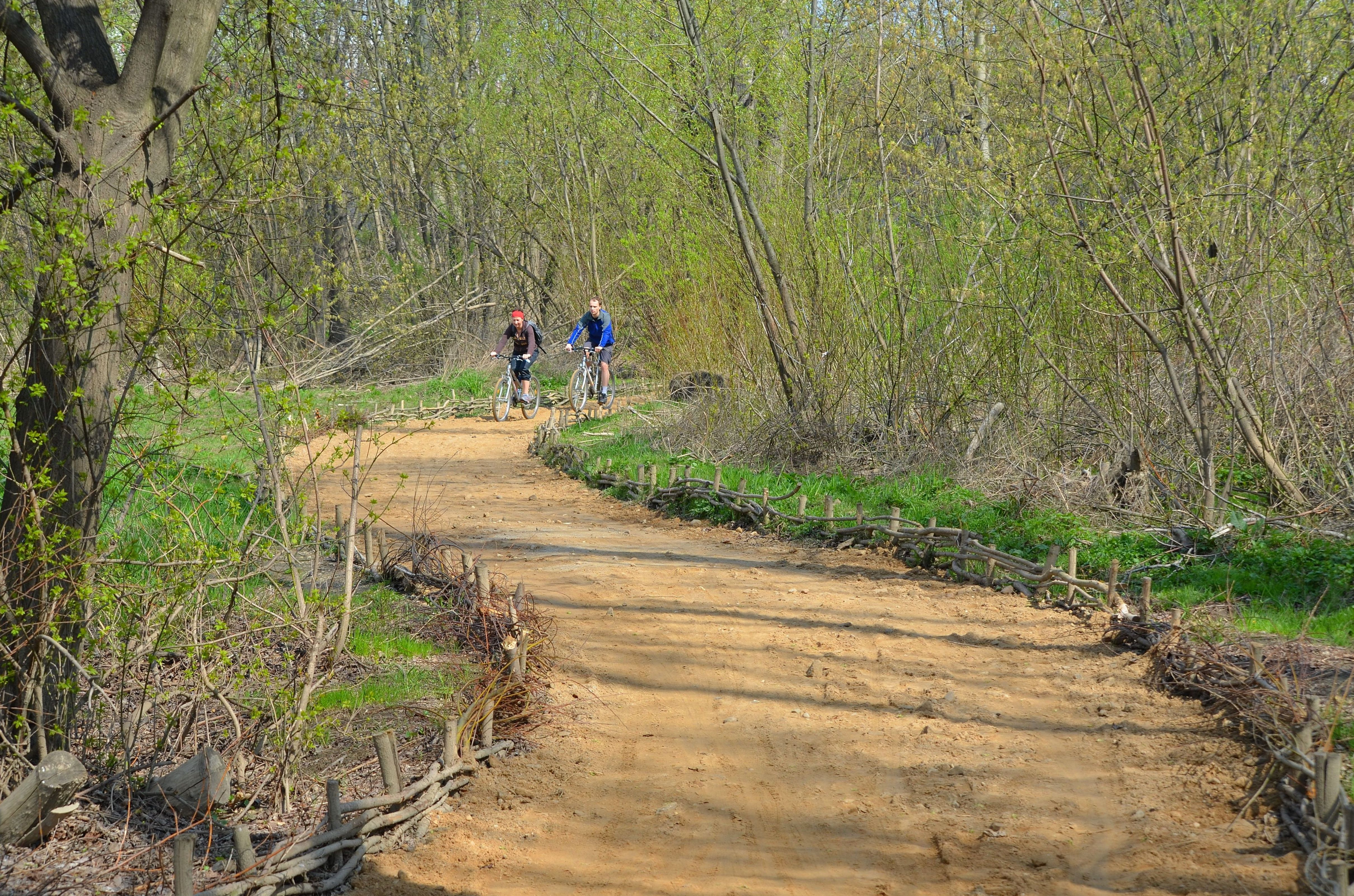
Ścieżka rowerowa biegnąca wzdłuż praskiego brzegu Wisły

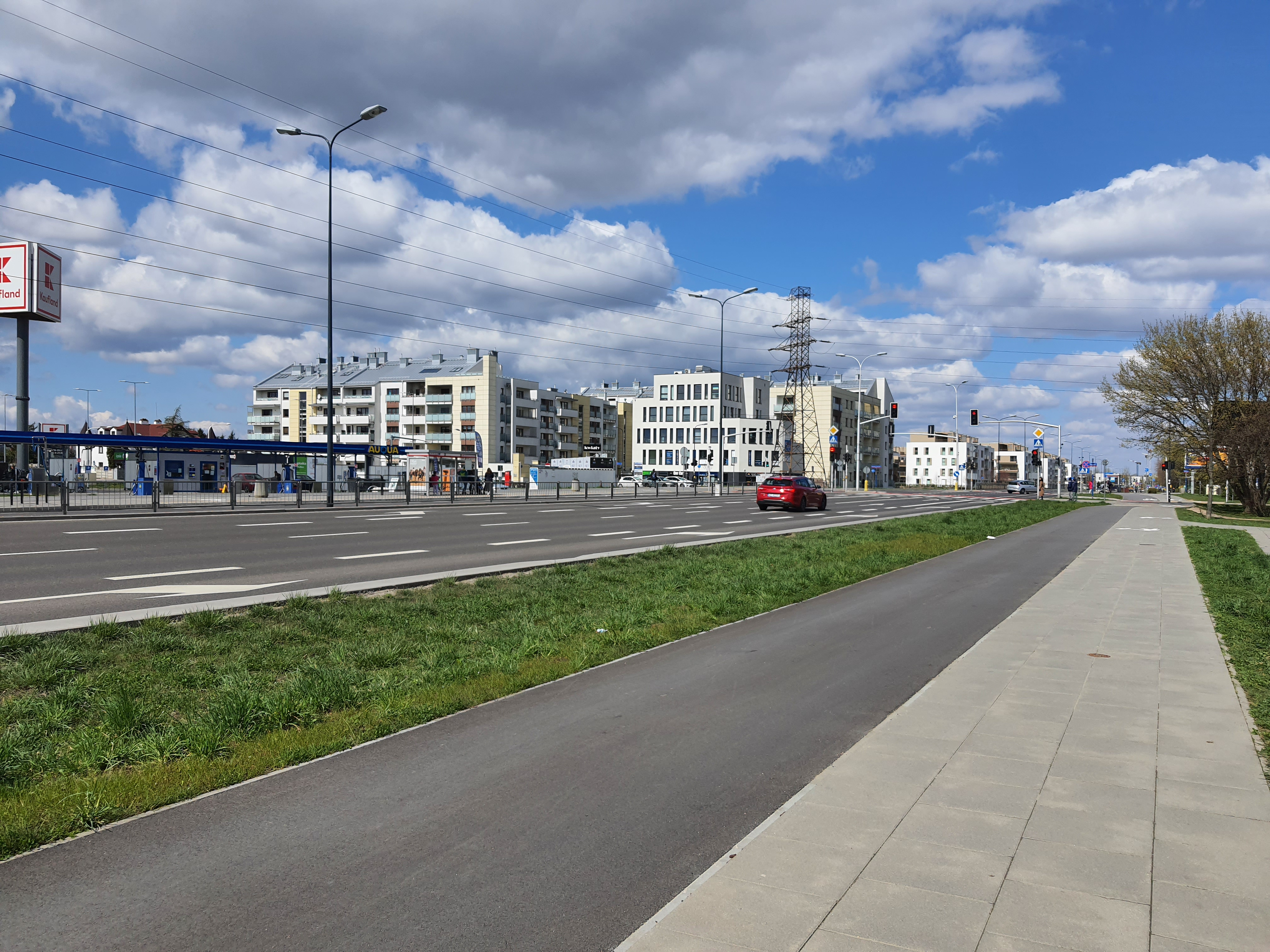
Droga dla rowerów wzdłuż ul. Lazurowej

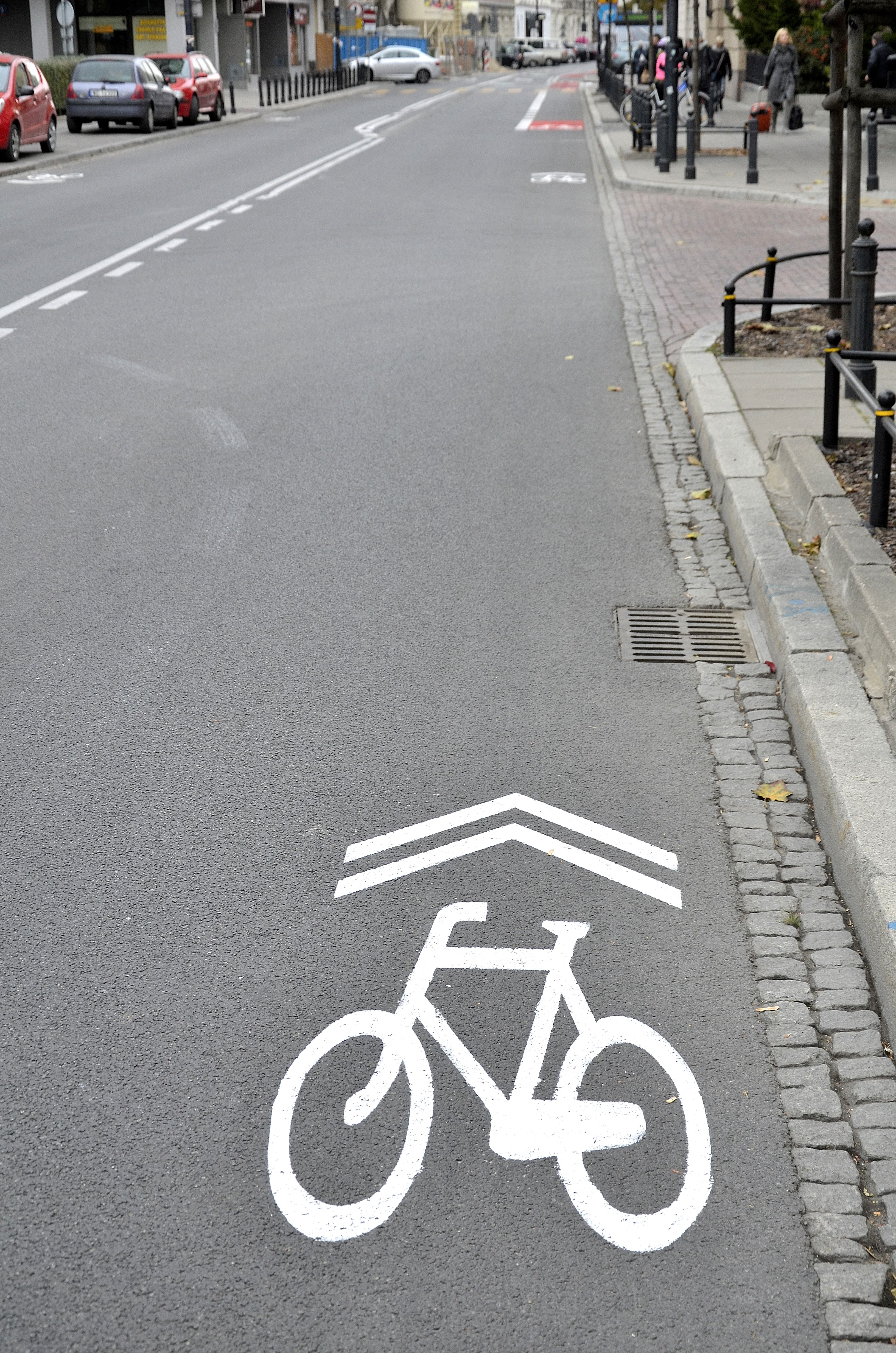
Alternatywa dla drogi rowerowej – wykorzystanie wprowadzonego w 2015 znaku P-27 (tzw. sierżant rowerowy) do oznaczenia kierunku ruchu rowerów w osi ul. Wiejskiej

Transport rowerowy w Warszawie – transport wykorzystujący sieć infrastruktury rowerowej w m.st. Warszawie.
W 2025 łączna długość szlaków rowerowych w Warszawie wynosiła ponad 814 km.

## Opis
W 2018 łączna długość szlaków rowerowych w Warszawie wynosiła 585 km, z tego 432,5 km stanowiły drogi rowerowe, 74 km ciągi pieszo-rowerowe, a 78,5 km pasy rowerowe i ruch „pod prąd”. W 2023 łączna długość szlaków rowerowych w Warszawie wynosiła ponad 740 km, a w 2025 814,2 km (m.in. 553 km dróg rowerowych, 130 km ulic z kontraruchem rowerowym i 78 km ciągi pieszo-rowerowe).

## Veturilo
W kwietniu 2012 uruchomiony został system roweru publicznego Bemowo Bike, a w sierpniu 2012 wypożyczalnie na Ursynowie, Bielanach i w Śródmieściu w ramach systemu Veturilo.

## Aspekty prawne
W 2009 przyjęto w mieście Standardy projektowe i wykonawcze dla systemu rowerowego w m.st. Warszawie, zawierające wytyczne dla planistów i firm budujących drogi dla rowerów.
Zgodnie z Zarządzeniem Prezydenta w sprawie tworzenia warunków dla komunikacji rowerowej drogi dla rowerów w Warszawie powinny powstawać w technologii nawierzchni asfaltowej, a szczególną uwagę na rozwój infrastruktury rowerowej (ścieżki, stojaki, parkingi) należy zwracać przy obiektach użyteczności publicznej.
W 2015 u zbiegu ulic Świętokrzyskiej i Nowego Światu powstały śluzy rowerowe, a na ulicy Wiejskiej dopuszczono ruch rowerów pod prąd bez wydzielania specjalnego kontrapasa, z wyjątkiem krótkich odcinków przy wjeździe i wyjeździe z odcinka jednokierunkowego pomiędzy ulicami Frascati i Bolesława Prusa. Były to pierwsze tego typu rozwiązania w Warszawie. Natomiast wydzielone kontrapasy stosowano już wcześniej – pierwszy z nich otwarto 22 listopada 2006 na ul. Oboźnej i ul. Dynasy.

## Szlaki rowerowe Warszawy i okolic

### Szlak Wisły
- Inne nazwy – Bulwarowa lub Nadwiślańska Ścieżka Rowerowa
- Założenie – połączenie Powsina z Kampinoskim Parkiem Narodowym, Łomiankami i Białołęką[10]
- Kolor – niebieski
- Przebieg – Powsin – wzdłuż ul. Łukasza Drewny, Przyczółkowej, al. Wilanowskiej, ul. Jana Sobieskiego, ul. Belwederskiej i Alej Ujazdowskich – Park Łazienkowski – Park Kultury im. marsz. Rydza-Śmigłego – al. ks. Józefa Stanka – al. Zgrupowania AK „Kryska” – wzdłuż ul. Solec – wzdłuż Wisłostrady – rozgałęzienie przy ul. Prozy (jedna droga w kierunku promu na Białołękę, druga przez Młociny i Las Młociński do Kampinoskiego Szlaku Rowerowego)
- Długość – ok. 37 km[11]

### Szlak Słoneczny
- Założenie – połączenie wzdłuż prawego brzegu Wisły między Mostem Łazienkowskim a mostem Grota-Roweckiego
- Kolor – żółty
- Przebieg – Skwer Ryski – wzdłuż Wału Miedzeszyńskiego – wzdłuż Wybrzeża Szczecińskiego – wzdłuż Wybrzeża Helskiego – wał przeciwpowodziowy przy ogródkach działkowych – Trasa Toruńska
- Długość – 8,5 km[11]

### Szlak Obwodowy
- Założenie – połączenie Lasu Bielańskiego z Łazienkami z pominięciem ścisłego centrum miasta
- Kolor – zielony
- Przebieg – Punkt widokowy w Lesie Bielańskim – wzdłuż ul. Dewajtis, Marymonckiej, Słodowiec, Ogólnej – kładką nad al. Armii Krajowej – wzdłuż al. Armii Krajowej, al. Prymasa Tysiąclecia, ul. Bitwy Warszawskiej 1920 r. i ul. Banacha – przez Pole Mokotowskie – wzdłuż alei Armii Ludowej – Park Łazienkowski
- Długość – 21,4 km[11]

### Szlak Bitew Warszawskich
- Kolor – czerwony
- Przebieg: pl. Na Rozdrożu – most Łazienkowski – Gocław – Wawer – Marysin Wawerski
- Długość – 32,7 km[11]

Na skutek budowy Trasy Siekierkowskiej na odcinku Gocław – Wawer szlak jest nieoznakowany i jest nieprzejezdny

### Podskarpowa Ścieżka Rowerowa
- Założenie – alternatywne dla Szlaku Wisły połączenie Centralnego Parku Kultury ze ścieżką na Moście Gdańskim
- Kolor – czarny
- Przebieg – Szlak Wisły na wys. ul. Prusa – wzdłuż ul. Kruczkowskiego, Topiel, Browarnej i Furmańskiej – Mariensztat – przejazd pod Trasą W-Z – wzdłuż Wybrzeża Gdańskiego – Most Gdański
- Długość – 5 km[11]

### Szlak Chomiczówka – Kampinos
- Założenie – połączenie Bielan z Kampinoskim Parkiem Narodowym
- Kolor – czerwony
- Przebieg – ścieżka przy ul. Conrada – wzdłuż ul. Broniewskiego, Kwitnącej i Księżycowej – wzdłuż ul. Arkuszowej – odcinek do ul. Loteryjki – wzdłuż ul. Loteryjki i Rękopis – Kampinoski Szlak Rowerowy
- Długość – ok. 6 km

### Szlak Boernerowo – Kampinos
- Założenie – połączenie Boernerowa z Kampinoskim Parkiem Narodowym
- Kolor – żółty
- Przebieg – ??? – Kampinoski Szlak Rowerowy
- Długość – ???

### Kampinoski Szlak Rowerowy
- Założenie – połączenie miejscowości wokół Kampinoskiego Parku Narodowego
- Kolor – zielony
- Przebieg – Wólka Węglowa (uroczysko Opaleń) – Lipków – Zaborów – Leszno – Granica (ośrodek dydaktyczny KPN) – Żelazowa Wola – Brochów – Tułowice – Nowiny – Piaski Królewskie – Leoncin – Cybulice Duże – Małocice – Palmiry – Łomianki (Sadowa) – Łomianki (Dziekanów Leśny) – Dąbrowa Zachodnia (Biały Domek) – Dąbrowa Leśna (parking) – Wólka Węglowa (uroczysko Opaleń)
- Długość – 144,5 km

### Szlak Żerań – Zalew Zegrzyński
- Założenie – połączenie Żerania z drogami dla rowerów w Nieporęcie i Białobrzegach nad Zalewem Zegrzyńskim
- Kolor – czerwony
- Przebieg – skrzyżowanie ul. Płochocińskiej z Marywilską – wzdłuż Kanału Żerańskiego – Białobrzegi
- Długość – 16 km[11] (do Nieporętu)

### Szlak Lasów Wawerskich
- Założenie – połączenie Marysina Wawerskiego z Aninem
- Kolor – zielony
- Przebieg – ???
- Długość – 17 km.

### Szlak Lasów Chojnowskich
- Założenie – ???
- Kolor – zielony
- Przebieg – ???
- Długość – ???

## Trasy rowerowe w dzielnicach

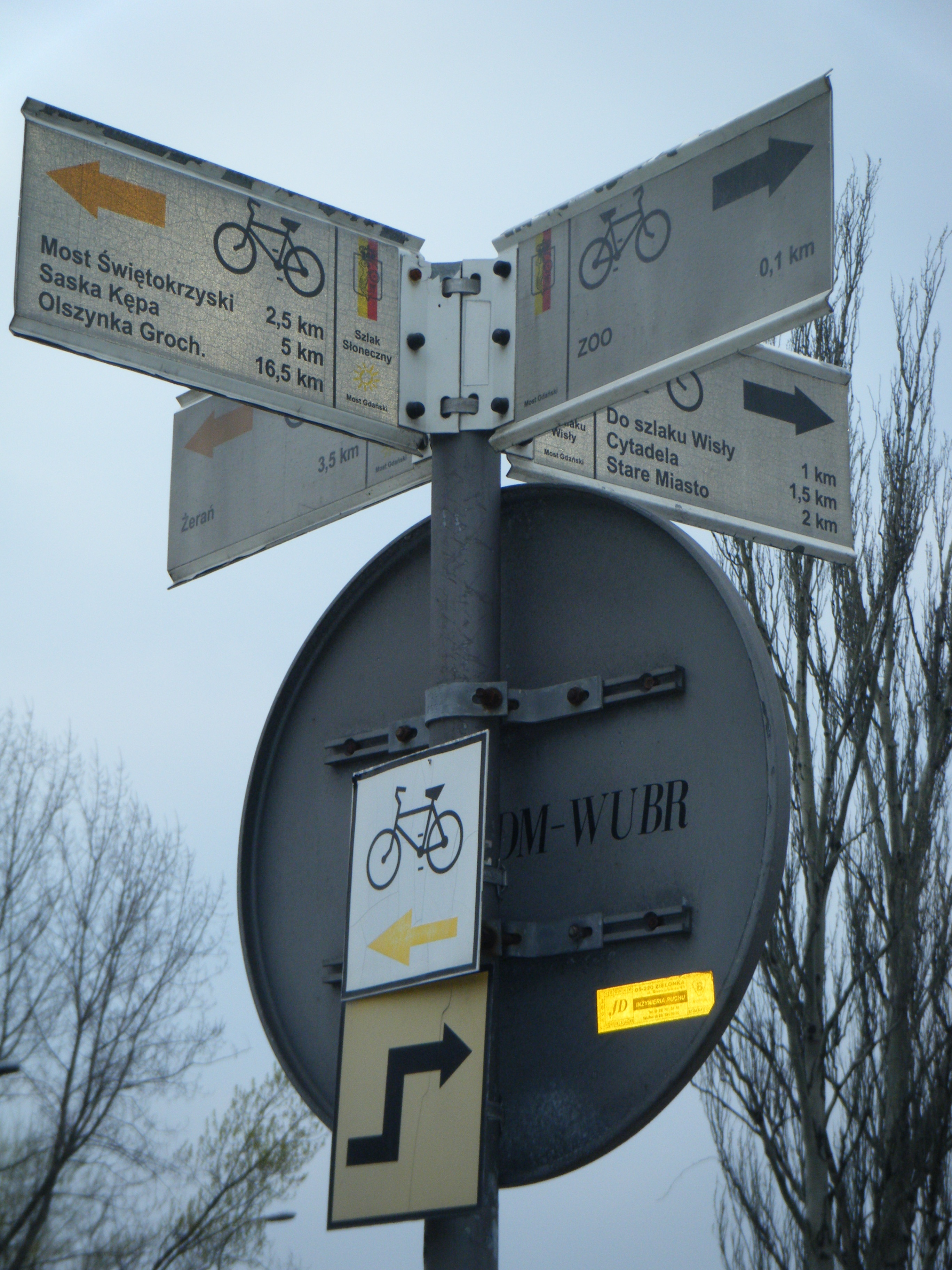
Przykład oznakowania warszawskich ścieżek rowerowych

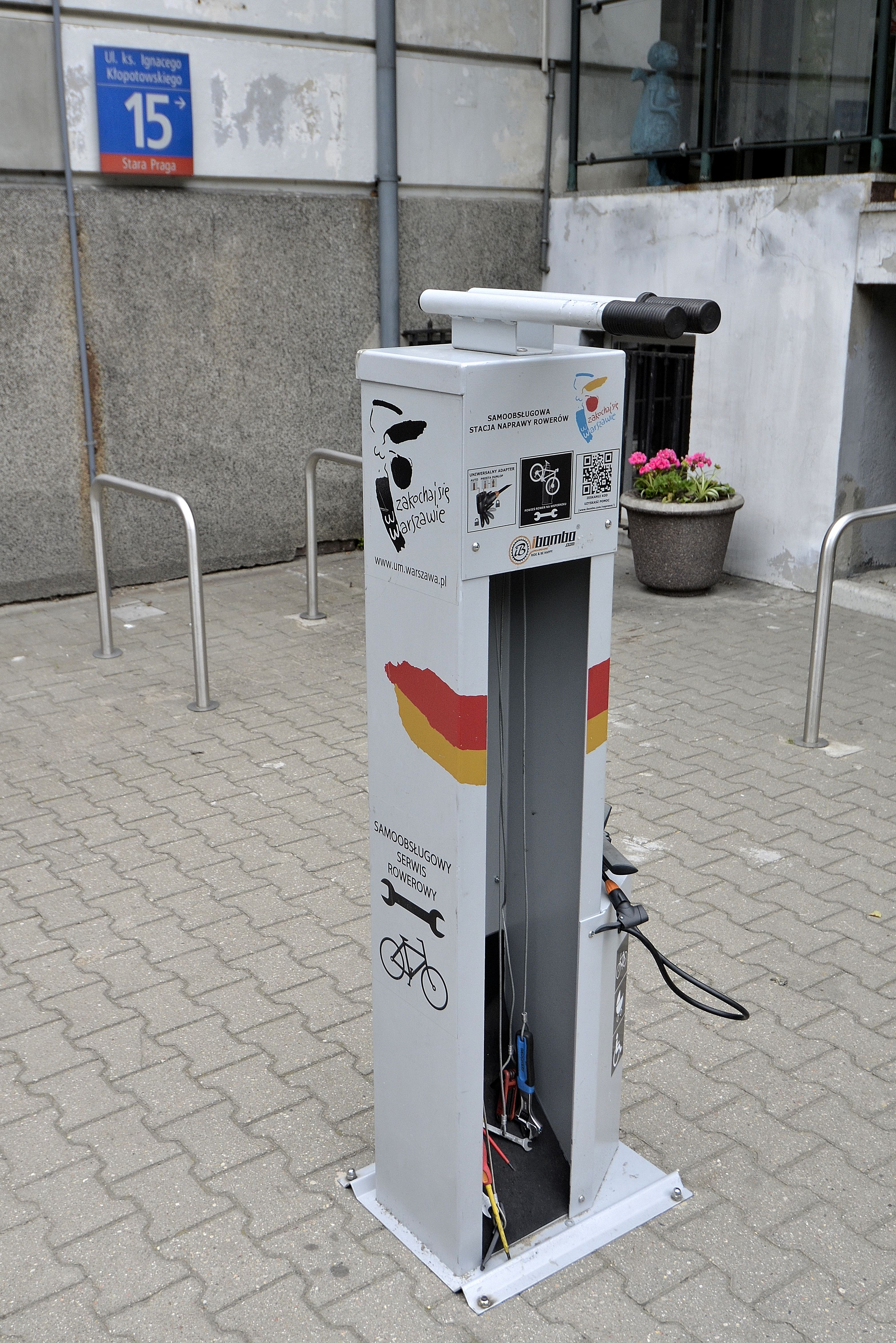
Samoobsługowa stacja naprawy rowerów przed Urzędem Dzielnicy Praga-Północ przy ul. ks. I. Kłopotowskiego 15

| Dzielnica      | DDR    | DDRiP | Pas   | Kontrapas | Kontraruch | Suma   |
| -------------- | ------ | ----- | ----- | --------- | ---------- | ------ |
| Bemowo         | 17,63  | 2,89  | 2,1   | 0         | 0          | 22,62  |
| Białołęka      | 23,94  | 2,83  | 6,45  | 0,23      | 0          | 33,45  |
| Bielany        | 35,32  | 6,31  | 4,57  | 0         | 0,27       | 46,47  |
| Mokotów        | 48,16  | 5,4   | 1,02  | 0,31      | 2,94       | 57,83  |
| Ochota         | 16,75  | 1,96  | 3,78  | 0,03      | 2,21       | 24,73  |
| Praga-Południe | 30,13  | 6,54  | 1,73  | 0         | 1,54       | 39,94  |
| Praga-Północ   | 14,78  | 4,42  | 2,13  | 0,59      | 0,16       | 22,08  |
| Rembertów      | 3,45   | 2,23  | 0     | 0         | 0          | 5,68   |
| Śródmieście    | 33,71  | 7,28  | 7,3   | 1,32      | 9,35       | 58,96  |
| Targówek       | 28,5   | 2,21  | 0     | 0         | 0          | 30,71  |
| Ursus          | 13,9   | 1,14  | 2,72  | 0,38      | 1,18       | 19,32  |
| Ursynów        | 32,35  | 7,56  | 4,16  | 0,35      | 0,36       | 44,78  |
| Wawer          | 19,05  | 4,81  | 0     | 0         | 0          | 23,86  |
| Wesoła         | 8,63   | 2,24  | 0,75  | 0         | 0          | 11,62  |
| Wilanów        | 17,42  | 4,09  | 0     | 0,27      | 0,29       | 22,07  |
| Włochy         | 17,18  | 2,87  | 0,4   | 0,05      | 0          | 20,5   |
| Wola           | 21,42  | 1,46  | 2,34  | 0         | 0,84       | 26,06  |
| Żoliborz       | 19,05  | 4,95  | 2,28  | 0         | 0,7        | 26,98  |
| Warszawa       | 401,37 | 71,19 | 41,73 | 3,53      | 19,84      | 537,66 |

## Przeprawy rzeczne
Rowerzyści w Warszawie mają do wyboru sześć mostów z wydzielonymi drogami dla rowerów: Skłodowskiej-Curie, Gdański, Świętokrzyski, Siekierkowski, Łazienkowski i Anny Jagiellonki. Od 2022 roku trwa budowa kładki pieszo-rowerowej, lecz ruch rowerowy na niej nie będzie wydzielony od ruchu pieszego. Prace mają zakończyć się wiosną 2024 roku.
Ponadto od roku 2008 do dyspozycji mieszkańców władze miasta udostępniły trzy przeprawy promowe – promy: Pliszka, Słonka i Turkawka. Funkcjonują one na wysokości Łomianek/Tarchomina, Podzamcza/Pragi i Cypla Czerniakowskiego/Saskiej Kępy. W maju 2011 uruchomiono również czwarty prom (bulwar Grzymały-Siedleckiego – Stadion Narodowy). W 2016 dodatkową przeprawę promową między Wawrem a Wilanowem zorganizowała Fundacja Szerokie Wody.